# Dominium Indie
Dominium Indie (anglicky Dominion of India), oficiálně Indická unie (anglicky Union of India), byl nezávislý stát odpovídající dnešní Indické republice, který existoval mezi 15. srpnem 1947 a 26. lednem 1950. Ačkoliv byla Indická unie brzy nahrazena Indickou republikou, dnešní indický soudní systém mívá ve zvyku používat pojem „Indická unie“ (či jen „Unie“) pro indickou vládu (zejména v protikladu k vládám jednotlivých indických států).
Dominium Indie vzniklo po pádu Britské Indie a společně s ním vzniklo dominium Pákistán. Oba tyto státní celky vznikly na základě Zákona o nezávislosti Indie z roku 1947, který byl přijat Parlamentem Spojeného království. Podle tohoto zákona měla obě dominia existovat až do doby, než budou přijaty jejich nové ústavy. V případě Indie se tak stalo 26. ledna 1950, kdy se z Indické unie oficiálně stala Indická republika.
V době existence obou dominií zůstával oficiální hlavou státu britský monarcha, kterého zastupoval generální guvernér. Na tomto postu se během necelé tři roky trvající existence dominia vystřídali dva muži:
1. Louis Mountbatten (1947–48)
2. Čakravartí Rádžágópáláčárí (1948–50)

Článek 300 Indické ústavy mimo jiné zmiňuje, že „Vláda Indie může žalovat či může být žalována jménem Indická unie“. Následkem toho se právní listiny a soudí řízení vždy odvolávají na indickou vládu jako na „Unii“ i přesto, že fakticky Indická Unie jakožto národní subjekt již neexistuje.